# António Pires (encenador)
José António de Jesus Pires, mais conhecido por António Pires é um encenador português.
Desde 1990 desenvolve um trabalho com teatro coreográfico, quer a convite de entidades várias, quer como impulsionador e produtor de diversos projectos.
Encenou várias peças com nomes como os de Ana Bola, Maria Rueff, Joaquim Monchique e Margarida Vila-Nova. Levou a cena os mais diversos autores de teatro e o seu nome está ligado a instituições reconhecidas como Teatro Nacional de S. João, Teatro Nacional D. Maria II, Teatro São Luiz, Teatro da Cornucópia, Teatro Maria Matos ou Chapitô, Teatro Villaret, entre outros.

## Obras
- A Última Noite (1975)